# Choi Yong-soo
Choi Yong-soo (ur. 10 września 1973 w Pusan) – piłkarz południowokoreański grający na pozycji napastnika.

## Kariera klubowa
W 1993 roku Choi ukończył Yonsei University. W 1994 roku podpisał profesjonalny kontrakt z klubem K-League, LG Cheetahs. Od czasu debiutu był podstawowym zawodnikiem klubu, a w pierwszych dwóch sezonach jednym z najlepszych strzelców, zdobywając odpowiednio 10 i 11 goli w lidze. Przez trzy sezony nie osiągnął jednak sukcesów, a w latach 1997–1998 występował w wojskowej drużynie Sangmoo Army. W 1999 roku znów został zawodnikiem Anyang LG. Grał tam przez kolejne dwa lata w 2000 roku po raz pierwszy w swojej karierze zostając mistrzem Korei Południowej.
W 2001 roku Choi wyjechał do Japonii. W tamtejszej J-League zadebiutował w barwach JEF United Ichihara. W 2001 i 2003 roku zajął z JEF United trzecie miejsce w lidze. Przez kolejne trzy sezony był jednym z najlepszych snajperów w J-League. Łącznie w tym okresie zdobył 54 bramki. W 2004 roku postanowił zmienić barwy klubowe i odszedł do innego japońskiego zespołu, Kyoto Purple Sanga. Grał tam tylko przez rok i zaliczył 20 trafień w lidze. Po sezonie odszedł do Júbilo Iwata z miasta Shizuoka, jednak w tym klubie nie był tak skuteczny i zdobył zaledwie jedną bramkę. W 2006 roku wrócił do Korei i przez jeden sezon był piłkarzem FC Seoul. Po rozegraniu dwóch meczów zakończył piłkarską karierę i został asystentem trenera w tym klubie.

## Kariera reprezentacyjna
W reprezentacji Korei Południowej Choi zadebiutował 4 lutego 1995 roku w przegranym 0:1 spotkaniu Carlsberg Cup z Jugosławią. W 1998 roku był w kadrze Koreańczyków na Mistrzostwa Świata we Francji. Na nich zagrał we dwóch meczach: przegranym 0:5 z Holandią i zremisowanym 1:1 z Belgią. Z kolei w 2002 roku został powołany przez Guusa Hiddinka do kadry na Mistrzostwa Świata 2002, których gospodarzem była Korea Południowa. Tam był rezerwowym zawodnikiem i wystąpił w jednym meczu, zremisowanym 1:1 z USA. Karierę reprezentacyjną zakończył w 2003 roku. Ogółem w drużynie narodowej zagrał 67 razy i strzelił 27 goli.